# Worldwide Developers Conference
Worldwide Developers Conference (zkráceně WWDC) je každoroční vývojářská konference pořádaná americkou technologickou společností Apple Inc. Konference slouží především k prezentaci nových verzí operačních systémů (například iOS, macOS, iPadOS, watchOS, tvOS a visionOS), softwarových nástrojů a technologií pro vývojáře, kteří vytvářejí aplikace pro zařízení Apple. Událost rovněž slouží jako příležitost pro přímou komunikaci vývojářů s inženýry Apple prostřednictvím přednášek, praktických workshopů a osobních konzultací.
Konference WWDC se tradičně koná v Kalifornii, aktuálně v prostorách Apple Parku v Cupertinu. V letech 2020 a 2021 byla WWDC uspořádána výhradně online kvůli pandemii covidu-19. Od roku 2022 probíhá ve formátu hybridní akce – prezenčně i digitálně.

## Historie
První konference se konala v roce 1983 pod názvem Apple Independent Software Developers Conference. Až od roku 1989 probíhá akce každoročně pod názvem Worldwide Developers Conference. Během 80. a 90. let se WWDC stala významným fórem pro vývojáře zaměřené na platformy Apple, kde Apple pravidelně představoval nové technologie a vývojové nástroje (např. QuickTime, OpenDoc, Rhapsody, Carbon nebo macOS X).

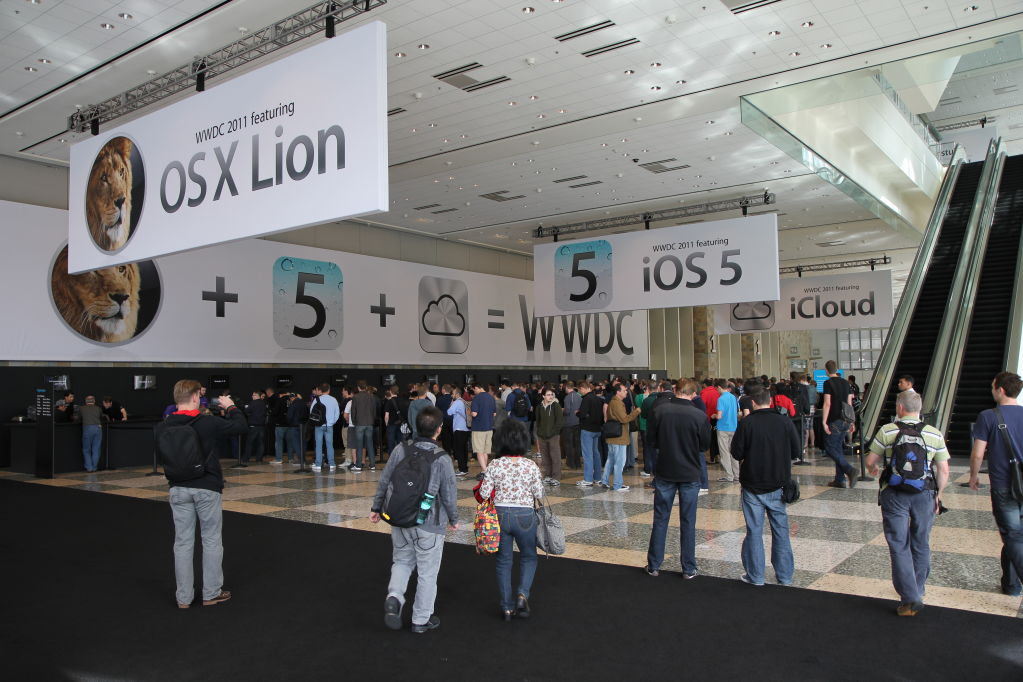
WWDC 2011

Od roku 2002 začal Apple využívat WWDC jako hlavní mediální událost pro oznámení klíčových produktů. Zásadní roli sehrál návrat Steva Jobse a akvizice společnosti NeXT, která vedla k vývoji systému macOS X. Postupem času se z WWDC stalo jedno z nejvýznamnějších technologických setkání pro vývojáře po celém světě.
Do roku 2002 se WWDC konala v San José, později v San Franciscu (Moscone Center), a od roku 2017 se opět přesunula zpět do San José. Od roku 2020 je místem konání Apple Park v Cupertinu.
V průběhu let se konference přizpůsobovala vývoji technologií i společnosti samotné. Zatímco v 80. letech byla přístupná jen úzkému okruhu odborníků, dnes se jedná o globální událost se stovkami technických relací, interaktivních workshopů a multimediálních vystoupení.

## Program a struktura
Konference trvá obvykle pět dní, od pondělí do pátku, v první polovině června. Program tradičně zahajuje pondělní úvodní keynote, kterou vede generální ředitel společnosti Apple (Tim Cook, dříve Steve Jobs). Během keynote Apple oznamuje nové verze operačních systémů, softwarových platforem a případně i nový hardware. Keynote je přístupná jak účastníkům konference, tak veřejnosti prostřednictvím přímého přenosu.
Odpoledne následuje tzv. Platforms State of the Union, tedy technicky zaměřená prezentace novinek pro vývojáře. V rámci WWDC jsou také každoročně předávány Apple Design Awards, které oceňují nejlepší aplikace z hlediska designu, přístupnosti a inovace.

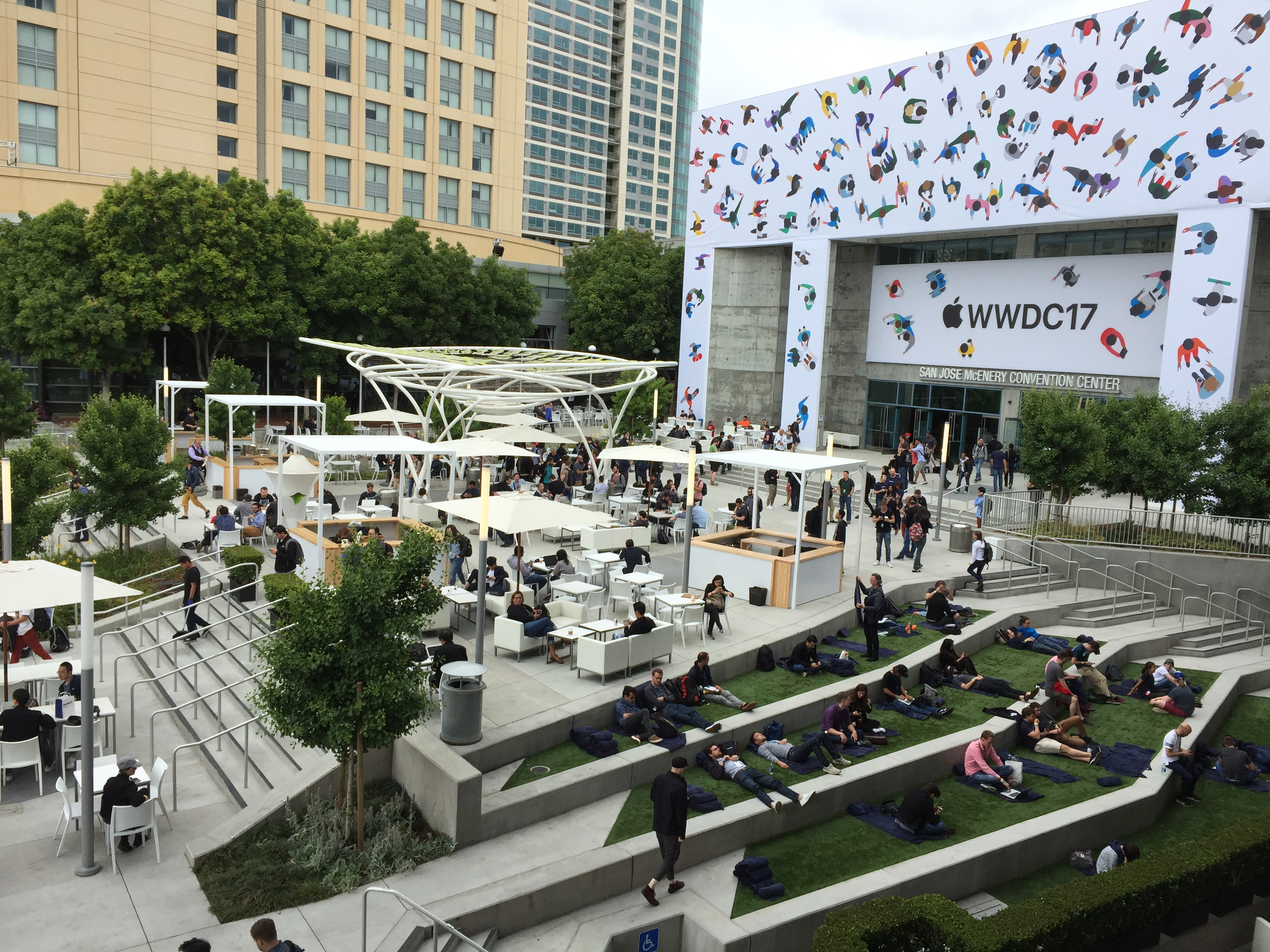
WWDC 17

Po zbytek týdne probíhají odborné přednášky, praktické laboratoře ("labs"), a společenské akce. Přednášky jsou tematicky rozdělené do různých sekcí, například programování, návrh uživatelského rozhraní, strojové učení nebo mezinárodní lokalizace. Většinu přednášek vedou přímo inženýři Apple a jsou dostupné i online.
Apple také pořádá speciální akce pro určité skupiny – například ženy v IT nebo vývojáře se zájmem o přístupnost. Oblíbenou součástí je i čtvrteční večerní akce Bash, která zahrnuje živou hudbu, občerstvení a možnost neformálního setkání účastníků.
Značný důraz je kladen na přístupnost. Apple poskytuje titulky, přepis a podporu pro vývojáře s různými omezeními. Každý účastník dostává tematický dárkový předmět – bundy, trička nebo iTunes dárkové karty se staly typickým suvenýrem z WWDC.

## Účast a vstupné
Do roku 2020 byla účast na WWDC zpoplatněna. Cena vstupenky činila 1,599 USD a bylo nutné se přihlásit do loterie. Apple poskytoval také stipendia pro studenty a mladé vývojáře z oblasti STEM. Od pandemie covidu-19 byla WWDC zdarma dostupná online, což umožnilo účast milionům zájemců po celém světě.
V roce 2020 sledovalo online přenos WWDC přes 23 milionů lidí. Na WWDC 2018 se osobně zúčastnilo přes 6 000 vývojářů ze 77 zemí. WWDC 2013 se vyprodala za méně než dvě minuty. Od roku 2014 Apple zavedl systém náhodného výběru (losování) mezi přihlášenými vývojáři.
Apple také od roku 2020 organizuje Swift Student Challenge, který umožňuje mladým vývojářům z celého světa získat stipendium, přístup ke konferenci a konzultace s inženýry Applu.

## Významná oznámení
WWDC se stala místem, kde Apple pravidelně oznamuje nové operační systémy a někdy i klíčové hardwarové produkty.

### Softwarová oznámení:
- iOS 6 (2012) – Apple Mapy, Peněženka (Passbook), Siri pro další jazyky[5]
- iOS 7 (2013) – redesign systému s plochou estetikou[6]
- macOS Catalina (2019) – konec iTunes, přechod na samostatné aplikace[7]
- macOS Big Sur (2020) – první systém připravený pro Apple Silicon[8]
- iOS 18 a macOS Sequoia (2024) – zavedení systémové umělé inteligence pod značkou Apple Intelligence[9]

### Hardwarová oznámení:
- Power Mac G5 (2003) – nejvýkonnější desktop své doby
- iPhone 4 (2010) – FaceTime, nový design
- Mac Pro (2019) a Pro Display XDR – cíleno na profesionály
- Apple Vision Pro (2023) – headset pro rozšířenou a virtuální realitu[10]

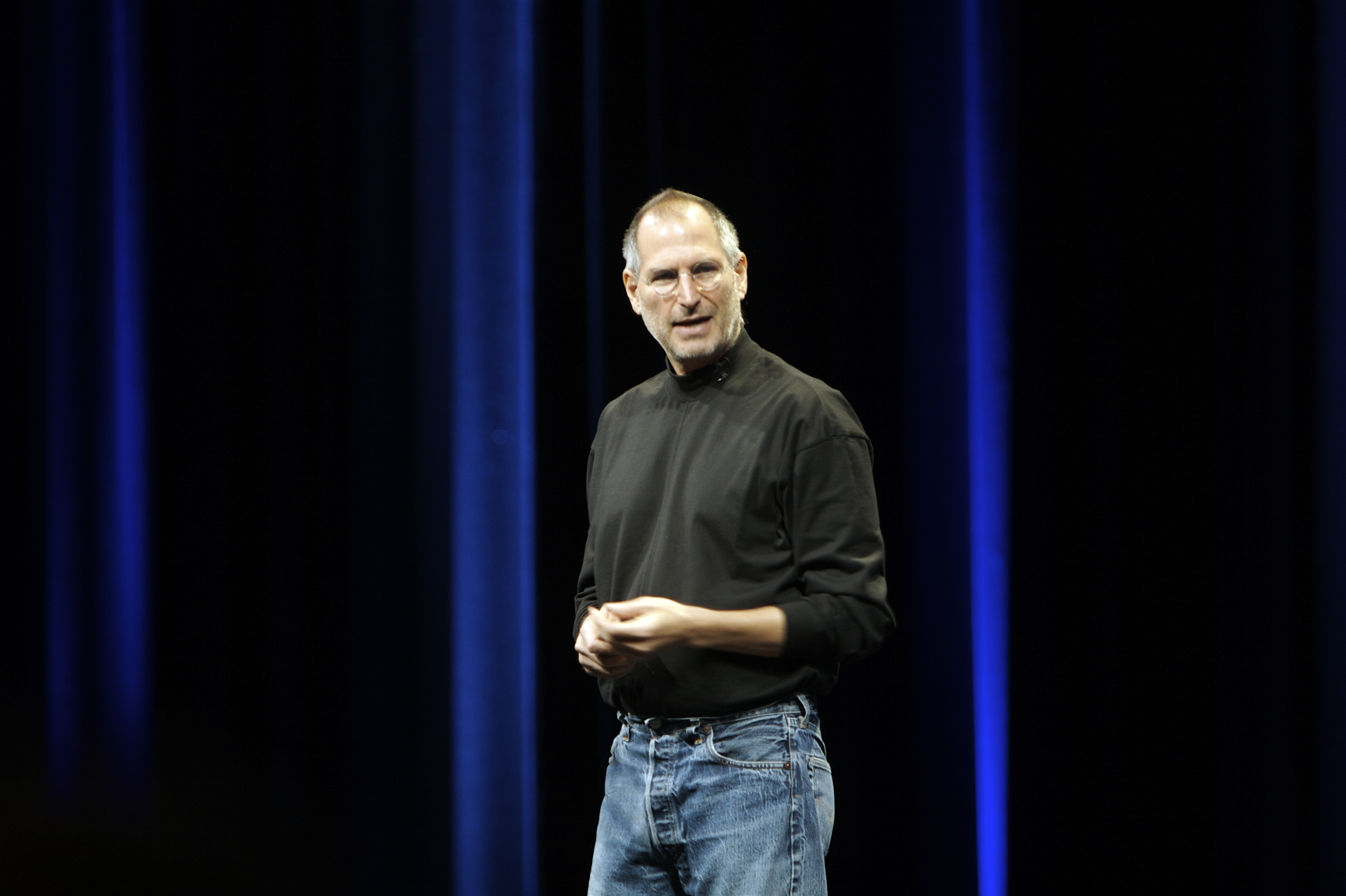
Steve Jobs - WWDC 2007

### Přehled vybraných ročníků
- 1983 – první konference (Apple Independent Software Developers Conference)
- 2002 – ukončení vývoje Mac OS 9, přechod na macOS X
- 2005 – oznámen přechod Maců na Intel procesory
- 2008 – představení App Store a iPhone 3G
- 2010 – iPhone 4, přejmenování iPhone OS na iOS
- 2014 – zavedení programovacího jazyka Swift
- 2020 – první plně online WWDC, oznámen přechod na Apple Silicon
- 2023 – představen Apple Vision Pro a macOS Sonoma
- 2024 – uvedení Apple Intelligence pro iOS, iPadOS a macOS

## Dopad WWDC
WWDC bylo hnacím motorem záchrany firmy po roce 1997, kdy se zmítala v krachu. Úzké propojení vývojářů a firmy je charakteristickým znakem Applu. Je to něco, co Microsoft ani Google dlouho nenabízely. WWDC si získalo tak vysokou popularitu nejen díky novému softwaru, ale také díky představování nových produktů. Dříve nových iMaců, iPodů, ale v poslední době zejména díky novým generacím iPhonu. Úspěch této konference poté inspiroval Google a Microsoft. Google začal pořádat Google I/O a Microsoft před uvedením Windows 8 začal pořádat každoroční Microsoft Build. Ani jedna z těchto konferencí však nemá tak silné zakořenění v základech svých společností a zatímco Apple WWDC bere a i prezentuje jako nejdůležitější moment roku pro celou firmu, Google i Microsoft stále neinzerují tuto událost na svých domovských stránkách a je nutné informace o nich hledat explicitně.